# Geier Sturzflug
Geier Sturzflug ist eine ursprünglich aus Bochum stammende deutsche Band. Ihre größten Erfolge feierte sie als Teil der Neuen Deutschen Welle mit Liedern wie Bruttosozialprodukt, Besuchen Sie Europa (solange es noch steht) und Pure Lust am Leben. Charakteristisch für Geier Sturzflug sind gesellschaftskritische und politisch-sarkastische Texte.
Die musikalische Stilrichtung erstreckt sich von deutschsprachigem Rock mit Reggae- und Ska-Elementen bis hin zu satirischem Disco-Schlager. Ferner kam es zu einer Unplugged-Veröffentlichung. Ein immer wiederkehrendes Merkmal auf Plattencovern ist ein gezeichneter Geier im Sturzflug oder zwei Geier nebeneinander sitzend; bei früheren Live-Auftritten auch ein Geier als plastisches Maskottchen.

## Geschichte

### 1977–1981: Gründungsjahre und erste Aufnahmen
1977 formierte sich die Vorgängerband namens Schotter Blau Gebündelt aus der, nach Namensgebung von Friedel Geratsch, am 30. September 1979 Geier Sturzflug hervorging.
Ab 1981 bestand die Besetzung aus Friedel Geratsch (Gesang, Gitarre), Werner Borowski (Bass), Uwe Kellerhoff (Schlagzeug), Michael Volkmann (Gitarre). Als Mitglied für die technische Unterstützung und Abmischung fungierte fortan Hannes Stappert. Im selben Jahr erschien der erste Tonträger Runtergekommen bei dem alternativen Verlag Trikont.
Ab 1982 traten schließlich die Mitglieder Klaus Fiehe (Saxophon) und Deff Ballin (Keyboard) hinzu. Fortan bestand die Band aus der klassischen NDW-Besetzung. Künftige Plattenverträge wurden bei Ariola abgeschlossen.

### 1982–1986: Erste Schaffensphase und Erfolge zur Zeit der Neuen Deutschen Welle
1982 veröffentlichte die Gruppe mit Bruttosozialprodukt ihren größten Hit, der es in Deutschland, Österreich und der Schweiz auf Platz 1 der Single-Verkaufscharts schaffte (Ursprünglich wurde das Stück bereits 1977 geschrieben und im Folgejahr 1978 von Friedel Geratsch und Reinhard Baierle als Duo Dicke Lippe veröffentlicht).
Ab 1983 kam es zu zahlreichen Fernsehauftritten u. a. bei Formel Eins und in der ZDF Hitparade, in der sie den ersten Platz belegten. Bei der Aufführung zu Bruttosozialprodukt änderte Friedel Geratsch die Textzeile „…und am Mittwoch kommt die Müllabfuhr, holt den ganzen Plunder“ in „…und am Mittwoch kommt die Müllabfuhr, holt sich einen runter“, was damals zu vorübergehenden Zerwürfnissen mit Dieter Thomas Heck führte. Im selben Jahr wurde das Lied in Frankreich von Nanard als PNB (produit national brut) gecovert. 1983 erschien u. a. in Portugal die englische Version Work, Work, Work mit einem Text von Julian Dawson.
Ebenfalls 1983 erschien das zweite Album Heiße Zeiten und enthält neben Bruttosozialprodukt mit Besuchen Sie Europa (solange es noch steht) einen weiteren großen Hit der Neuen Deutschen Welle, der es in Österreich auf Platz 7 und in Deutschland auf Platz 11 schaffte. Ein weiteres Mal belegten sie den ersten Platz in der ZDF-Hitparade.
1984 erschienen mit Pure Lust am Leben und Einsamkeit weitere bekannte Stücke. Letzteres ist auf dem Nachfolgealbum 3 x täglich enthalten. Erstmals traten Geier Sturzflug auch mit ernsteren Stücken hervor.
Die letzte Single-Veröffentlichung von Geier Sturzflug Alle Amis singen Olala (1985) blieb diesmal erfolglos. Die Band nahm noch an dem Gemeinschaftsprojekt Die Band für Afrika teil (ein Gemeinschaftsprojekt verschiedener deutscher Künstler, u. a. NDW-Künstler mit dem Ziel Spendengelder für Afrika zu sammeln). Gitarrist Michael Volkmann verließ die Band noch im selben Jahr und gab fortan seinerseits technische Unterstützung in Aufnahme, Abmischung und Produktion für Projekte anderer Künstler. 1986 löste sich die Band auf.

### 1986–1996: Auszeit und Soloprojekte der Bandmitglieder
Als vorerst letzte Veröffentlichung erschien 1986 die Zusammenstellung Geier Sturzflug – Star Festival als Musikkassette.
Bereits während des Bestehens der Gruppe in ihrer ersten Schaffensphase der frühen 80er hatten sich Friedel Geratsch und Werner Borowski auch außerhalb der Band kompositorisch an musikalischen Projekten anderer Künstler beteiligt. Somit komponierten sie gemeinsam das Stück Soll das alles gewesen sein für Juliane Werding.
1986 veröffentlichte Friedel Geratsch seine erste Solo-Single Zurück in die Nacht. Geratschs nächste Single-Veröffentlichung 1990 war eine Neuversion von Bruttosozialprodukt mit einigem weiteren neuen Material. Auch die übrigen Mitglieder gingen größtenteils andere musikalische Projekte an. Obwohl die Band auf Eis lag, kam es in dieser Phase gelegentlich zu Auftritten, wenn auch nicht in Originalbesetzung.
1993 erschien der erste Sampler Das Beste von Geier Sturzflug auf CD.

### 1996–2003: Neuanfang mit Carlo von Steinfurt und Umformationen in der Band
Nach zahlreichen Nachfragen wurden ab 1996 erste Versuche unternommen die Band wiederzubeleben. Als schwierig beschrieb Geratsch den Umstand bei einer derart hohen Anzahl an Bandmitgliedern eine zielführende Einigkeit zu finden.
Im selben Jahr wurde Saxophonist Klaus Fiehe Moderator beim Radiosender 1 Live. Dort führte er die Radiosendung 1 Live Fiehe und stand somit für die Band nicht mehr zur Verfügung. Als Ersatz für Bassist Werner Borowski stieß schließlich Carlo von Steinfurt hinzu. Als ein weiteres Problem mit einer Band mit hoher Mitgliederzahl stellte sich der finanzielle Aufwand für eine Tournee heraus (viele Hotelzimmer, Auf- und Abbau von Bühnenequipment). Zudem ließ während dieser Zeit das Interesse an Livemusik für die Band nach.
Schließlich verließen auch die übrigen Mitglieder die Band und widmeten sich anderen Projekten. Ballin und Kellerhoff betreiben inzwischen beide eine Musikschule. Nach einigen weiteren kurzzeitigen Versuchen in unterschiedlichen Besetzungen waren 1998 schließlich nur noch Friedel Geratsch und Carlo von Steinfurt übrig. Seitdem tourten sie als Duo durch den deutschsprachigen Raum.
1998 erschien als erste Veröffentlichung als Duo eine Hit-Revue mit Neuaufnahmen der alten Hits. Ein Jahr darauf erschien das erste Album seit der NDW-Zeit Die Geier Fliegen tief.

### 2004–2012: Neuveröffentlichungen und Rückzug von Friedel Geratsch
Eine Cover-Version des Liedes Pure Lust am Leben – unter dem geänderten Titel Die Lust am Überleben – kam 2004 auf Platz 17 der deutschen Charts, gesungen von den Teilnehmern der ersten Staffel der TV-Show Ich bin ein Star – Holt mich hier raus!.
Nicht selten werden von Geier Sturzflug musikalische Bezüge zur Schlagermusik benutzt. So ist die Single Arbeitslos ein textlich verändertes Cover von Roy Blacks Schlagertitel Ganz in Weiß. So wurde beispielsweise die Strophenzeile …Ganz in Weiß mit einem Blumenstrauß … in …Arbeitslos den ganzen Tag zu Haus… geändert. Nach weiteren satirisch-sarkastischen Singles wie Schwarzarbeit oder Wir müssen lernen faul zu sein erschien 2006 das Album Mahlzeit. Häufig werden bei den Veröffentlichungen zeitgenössische, zum Teil auch textlich veränderte Neuaufnahmen der alten Hits hinzugefügt.
2008 wurde das Album Heiße Zeiten von Sony BMG neu verlegt und enthält im Gegensatz zum Original neben einigen Bonus-Titeln das Stück Besuchen Sie Europa (solange es noch steht) in seiner überarbeiteten Single-Fassung.
2009 erschien mit Hör auf zu weinen seit längerem wieder ein Album mit ruhigeren und ernsthaften Titeln. Die Produktion wurde diesmal merklich zurückhaltender und schlichter gehalten. Trotzdem erschienen auch weiterhin Singles und Titel im stimmungshaft-humorvollen Stil wie beispielsweise Klempner beim Reaktor (2007) oder Ab heute nur noch dein Ex (2010).
2011 zog sich Geratsch vorübergehend aus dem Tourleben zurück und wird seither bei Auftritten gelegentlich von Rainer „Geier Junior“ Hundsdoerfer vertreten. 2012 erschien das Album Wildwechsel.

### 2013–2015:Brutto für Nettound erstesUnplugged-Album
2013 veröffentlichte die Gruppe das Album Brutto für Netto. Es enthält unter anderem mit der Single Intelligenz wieder überwiegend humorvolle Stücke. Im Jahr 2015 erschien betitelt mit Geier Sturzflug und Freunde das erste Unplugged-Album Könige der Welt. Es enthält viele Klassiker im rein akustischen Stil. Daher sind auf diesem Album auch die meisten Gastmusiker vertreten.
2017 kam es durch die Beteiligung an dem 40-jährigen Bandjubiläum der Spider Murphy Gang zu einem größeren Liveauftritt in der Olympiahalle in München, bei dem u. a. mit Peter Schilling, Stefan Zauner (Münchener Freiheit) auch andere Künstler der Neuen Deutschen Welle teilnahmen, bei dem das Stück Bruttosozialprodukt live gespielt wurde. Die Tickets für das Konzert waren in kürzester Zeit ausverkauft. Als Begleitband Friedel Geratschs fungierte diesmal die Spider Murphy Gang. Die Aufnahme wurde auf deren Jubiläumsalbum und auch auf DVD veröffentlicht.

### Seit 2019: 40-jähriges Bandjubiläum und jüngere Entwicklungen
2019 feierte die Band selbst ihr 40-jähriges Bestehen und veröffentlichte mit Mehr davon ein Jubiläumsalbum, welches eine vielschichtigere musikalische Ausrichtung aufweist. So sind bei Titeln wie Meine Frau glaubt oder Die Königin auch Folk- oder Blues-Elemente vertreten. Ferner sind auch Titel der Unplugged-Aufnahmen zu finden.
Auf der Webpräsenz der Band gratulieren andere Prominente (darunter auch viele NDW-Stars wie Markus, Frl. Menke, Ixi oder Paso Doble) via Videobotschaft der Band zum 40-jährigen Geburtstag.
Im Folgejahr 2020 verwirklichte Friedel Geratsch mit Adi Hauke wieder ein Soloprojekt.

## Diskografie

### Alben
- 1981: Runtergekommen
- 1983: Heiße Zeiten
- 1984: 3× täglich
- 1999: Die Geier fliegen tief
- 2006: Mahlzeit
- 2009: Hör auf zu weinen
- 2012: Wildwechsel
- 2013: Brutto für Netto
- 2015: Könige der Welt (Unplugged-Album)
- 2019: Mehr davon (Jubiläums-Album)
- 2021: Eins kann mir keiner... (Bonus-CD zur Biografie von Friedel Geratsch)[26]
- 2021: hömma (Bonus-CD zum Hörbuch von Friedel Geratsch)
- 2022: In der großen Tradition der kleinen Haushaltswaren
- 2023: Trotzdem

### Kompilationen
- 1986: Geier Sturzflug – Star Festival (nur als Musikkassette)
- 1993: Das Beste von Geier Sturzflug
- 2001: Lust am Leben
- 2010: Meine Besten
- 2015: Best of
- 2016: Kult Hit-Box (nur als Download)
- 2019: 40 Jahre Geier Sturzflug, 40 Jahre Kult (nur als Download)

### Singles
- 1982: Bruttosozialprodukt
- 1983: Besuchen Sie Europa (solange es noch steht)
- 1984: Pure Lust am Leben
- 1984: Einsamkeit
- 1985: Alle Amis singen olala
- 1985: Nackt im Wind (als Teil von Band für Afrika; Verkäufe: + 150.000[27])
- 1998: Hitrevue
- 1999: Kuck ma hier, kuck ma da (Ab morgen wird gespart)
- 2000: Die Pure Lust am Leben 2000
- 2001: (Jetzt kommen) die fetten Jahre
- 2002: Für die Liebe für das Leben
- 2004: Arbeitslos
- 2005: Schwarzarbeit
- 2006: Wir müssen lernen faul zu sein
- 2006: Geschüttelt nicht gerührt
- 2007: Das spanische Zimmer
- 2007: Klempner beim Reaktor
- 2009: Mein kleines Herz
- 2009: Die Zeit unseres Lebens
- 2010: Heute Nacht hab ich geträumt
- 2010: Brigitte, bitte! (die Zigarette)
- 2010: Heiss wie die Sonne
- 2010: Ab heute nur noch Dein Ex
- 2010: Oh Josephine
- 2011: Am Hafen
- 2011: Pure Lust am Leben 2011 (Neuauflage zusammen mit Oliver deVille)
- 2011: Schmerz vergeht
- 2011: Was für eine Nacht
- 2011: Käpt’n Blue Eye (Stiftung an die Tierschutzeinrichtung Tierrefugium Hanau)
- 2011: So schön kann Weihnachten sein
- 2012: (Mein letzter) 100 Euro Schein
- 2012: Wie viele Sterne
- 2012: Zuhause bin ich bei dir
- 2013: Rettungsschirm
- 2013: Der Tag fängt gut an
- 2013: I go nuts my Schatz (Ich Krichs im Kopp)
- 2013: Bruttosozialprodukt unplugged 2013
- 2013: Intelligenz
- 2014: Das waren noch Zeiten
- 2014: Es gibt nichts schöneres auf Erden (zusammen mit Guido Westermann)
- 2014: Gehst du mit mir
- 2015: Könige der Welt
- 2017: Besuchen Sie Europa (solange es noch steht) Version 2017 (Lollies feat. Geier Sturzflug)
- 2019: Das spanische Zimmer 2.0 (nur als Download)
- 2020: Wirf ’nen Blick auf mich (nur als Download)
- 2022: Fünf vor Zwölf (nur als Download)
- 2022: Jeder Kopf ist anders